# Anthomuricea argentea
Anthomuricea argentea is een zachte koraalsoort uit de familie Plexauridae. De koraalsoort komt uit het geslacht Anthomuricea. Anthomuricea argentea werd in 1889 voor het eerst wetenschappelijk beschreven door Wright & Studer. 